# Ергономіка

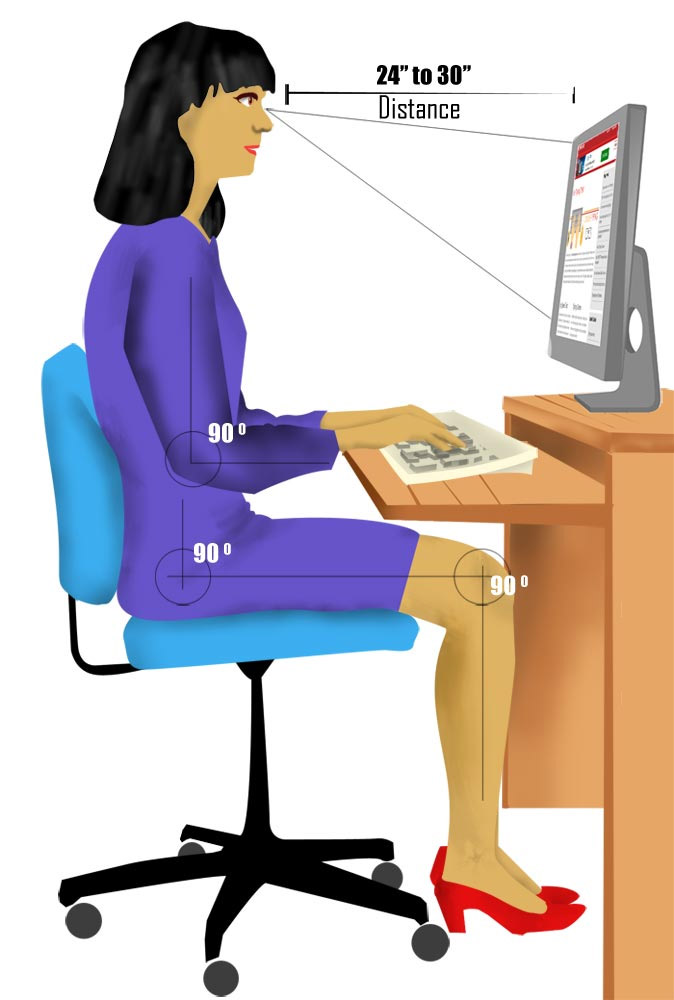
Ергономіка робочого місця з ПК

Ергоно́міка, Ергономія (грец. ἔργον — праця і νώμος — закон) (англ. ergonomics, human engineering; нім. Ergonomik f, Ergonomie f) — наука, яка комплексно вивчає особливості виробничої діяльності людини в системі «людина-техніка-довкілля» задля уможливлення її ефективності, безпеки та комфорту. Наука про пристосування посадових обов'язків, робочих місць, предметів і об'єктів праці, а також комп'ютерних програм для найбезпечнішої та найефективнішої праці працівника, виходячи з фізичних і психічних особливостей людського організму.
Наука сформувалася у США у 1920-х роках на межі психології, фізіології, гігієни, біомеханіки, антропології та низки технічних наук через ускладнення техніки, якою повинна керувати людина. Наука, що вивчає людину в умовах її діяльності на сучасному виробництві, насиченому машинами.
Ергономіка вивчає діяльність людини в умовах сучасного виробництва з метою оптимізації знарядь і процесу праці та забезпечення необхідних зручностей для людини. Тобто створення таких умов, за яких забезпечується висока продуктивність, стійка працездатність та зберігається здоров’я працівника. Адже відомо, що внаслідок помилок з боку працівника відбувається понад 20% із усіх порушень технологій та виникнення аварійних ситуацій в системах керування.

## Загальний опис
Ергономіка виникла у зв'язку зі значним ускладненням технічних засобів і умов їх дії, суттєвими змінами трудової діяльності людини. За цих обставин, різко зросла «вартість» помилки людини під час керування складними системами. Тому при проектуванні нової, осучаснення наявної техніки, особливо важливо враховувати можливості і особливості людей, які будуть її використовувати. Вирішуючи задачі такого типу, треба узгоджувати між собою окремі рекомендації психології, фізіології, гігієни праці, соціальної психології та пов'язувати їх в єдину систему вимог до того чи іншого виду трудової діяльності людини. Термін «ергономіка» запровадили англійські вчені 1949 року, які під керівництвом К. Маррелла започаткували організацію ергономічного дослідного товариства. Згодом стало відомо, що його вперше запропонував ще 1857 р. польський природодослідник В. Ястшембовський. Тривалий час існували різні назви, зокрема «ергологія» (СРСР), «антропотехніка» (Німеччина); у США для вузького позначення науки, використовують термін «людські фактори».
Людина, машина і навколишнє середовище розглядаються в ергономічних дослідженнях як складна система. Основний об'єкт досліджень ергономіки — система «людина-техніка».
Всеохоплюючий підхід, характерний для ергономіки, дозволяє одержати всебічне уявлення про трудовий процес і тим самим відкриває широкі можливості для його удосконалення. Ергономіка вирішує також низку проблем, поставлених у системотехніці: оцінка надійності, точності і стабільності роботи операторів, дослідження впливу психологічної напруженості, втоми, емоційних факторів і особливостей нервово-психічної організації оператора на ефективність його діяльності в системі «людина — техніка», вивчення пристосування та творчих можливостей людини.
Як відомо, ергономіка — це наука, що вивчає допустимі фізичні, нервові та психічні навантаження на людину в процесі праці, проблеми найкращого пристосування навколишніх умов виробництва, для продуктивної праці. Але існують цікаві просторові аспекти цієї науки: планування робочого місця передбачає раціональне розміщення у просторі матеріальних елементів виробництва, зокрема устаткування, технологічного та організаційного оснащення, а також робітника. Робоче місце має робочу, основну і допоміжну зони. В основній зоні, яка обмежена досяжністю рук людини в горизонтальній і вертикальній площинах, розміщуються засоби праці, що постійно використовуються в роботі. У допоміжній зоні розміщуються предмети, котрі застосовуються рідко. Цікаве дослідження було проведено у штаті Вермонт на одній молочній фермі, де було 22 корови і у фермера працював один робітник. Дослідник вивчив, куди і в якій послідовності ходить фермер і його робітник і як відбувається процес їх роботи. Потім він зробив низку пропозицій: вила тримати не в цьому кутку, а в тому кутку; інструмент скласти в цьому сараї, а сіно тримати в іншому приміщенні; до хліва входити не з цього боку, а з іншого; стіл переставити в інший кут; купити лопати зі зручнішими держаками тощо (інвестиції за домовленістю з фермером, не повинні були перевищувати 50 дол. США). У підсумку такого удосконалення процесу роботи на фермі, вдалося зменшити витрати робочої праці на 760 людино-годин і скоротити ходіння під час роботи на 1277 км на рік..

## Напрями досліджень

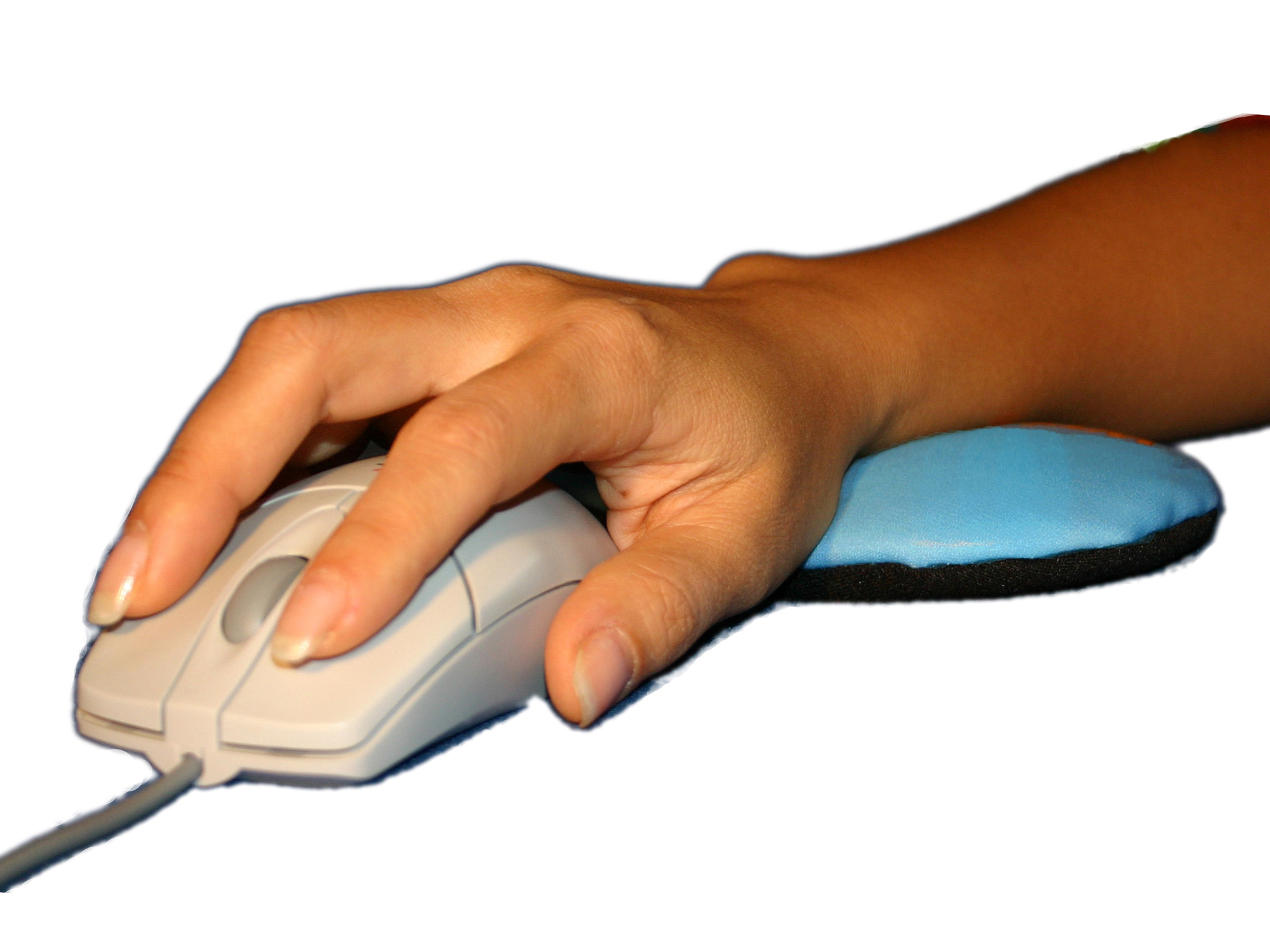
Комп'ютерна мишка з ергономічною підкладкою під руку

Дослідження ергономіки зумовлюють дизайнерські проекти обладнання, і створення відповідного просторового середовища.
Наприклад, у рамках гірничої науки методи ергономіки використовуються при дослідженні діяльності людини — оператора пульта гірничого диспетчера, водіїв автотранспорту на кар'єрах, екіпажів екскаваторів роторних, комбайнів, робочих на бурових верстатах, операторів АСКТП, ЕОМ, в ін. системах «людина-машина» на гірничих підприємствах.